# Бертранж (Люксембург)
Бертра́нж (люкс. Bartreng, фр. Bertrange) — коммуна в Люксембурге, располагается в округе Люксембург. Коммуна Бертранж является частью кантона Люксембург. В коммуне находится одноимённый населённый пункт.
Население составляет 6345 человек (на 2008 год), в коммуне располагаются 2947 домашних хозяйств. Занимает площадь 17,39 км² (по занимаемой площади 71 место из 116 коммун). Наивысшая точка коммуны над уровнем моря составляет 352 м. (96 место из 116 коммун), наименьшая 277 м. (87 место из 116 коммун).